# Epidendrum rupestre
Epidendrum rupestre är en orkidéart som beskrevs av John Lindley. Epidendrum rupestre ingår i släktet Epidendrum och familjen orkidéer. Inga underarter finns listade i Catalogue of Life.